# Пахтакор (город)
Пахтакор (узб. Paxtakor / Пахтакор) — город, административный центр Пахтакорского района Джизакской области Узбекистана.

## История
Возник в 1961 году в ходе освоения Голодной степи как центральная усадьба совхоза Пахтакор. В 1971 году получил статус посёлка городского типа и название Бинокор.
В 1974 году присвоен статус города и переименован в Пахтакор. В городе расположена железнодорожная станция Пахтакор (на линии Сырдарьинская — Джизак).

## Экономика
В советское время в городе были построены хлопкоочистительный завод и завод «Пахтакорсельмаш».
В Пахтакоре работало несколько ПМК (Передвижная  Механизированная Колонна) и  АТП (Автотранспортное Предприятие).

## Население
| 1979   | 1989   |
| ------ | ------ |
| 11 631 | 15 366 |